# Iranocypris typhlops
Iranocypris typhlops är en fiskart som beskrevs av Bruun och Kaiser, 1944. Iranocypris typhlops ingår i släktet Iranocypris och familjen karpfiskar. IUCN kategoriserar arten globalt som sårbar. Inga underarter finns listade i Catalogue of Life.